# 13644 Lynnanderson
A 13644 Lynnanderson (ideiglenes jelöléssel (13644) 1996 HR10) a Naprendszer kisbolygóövében található aszteroida. Eric Walter Elst fedezte fel 1996. április 17-én.